# Dzunukwa

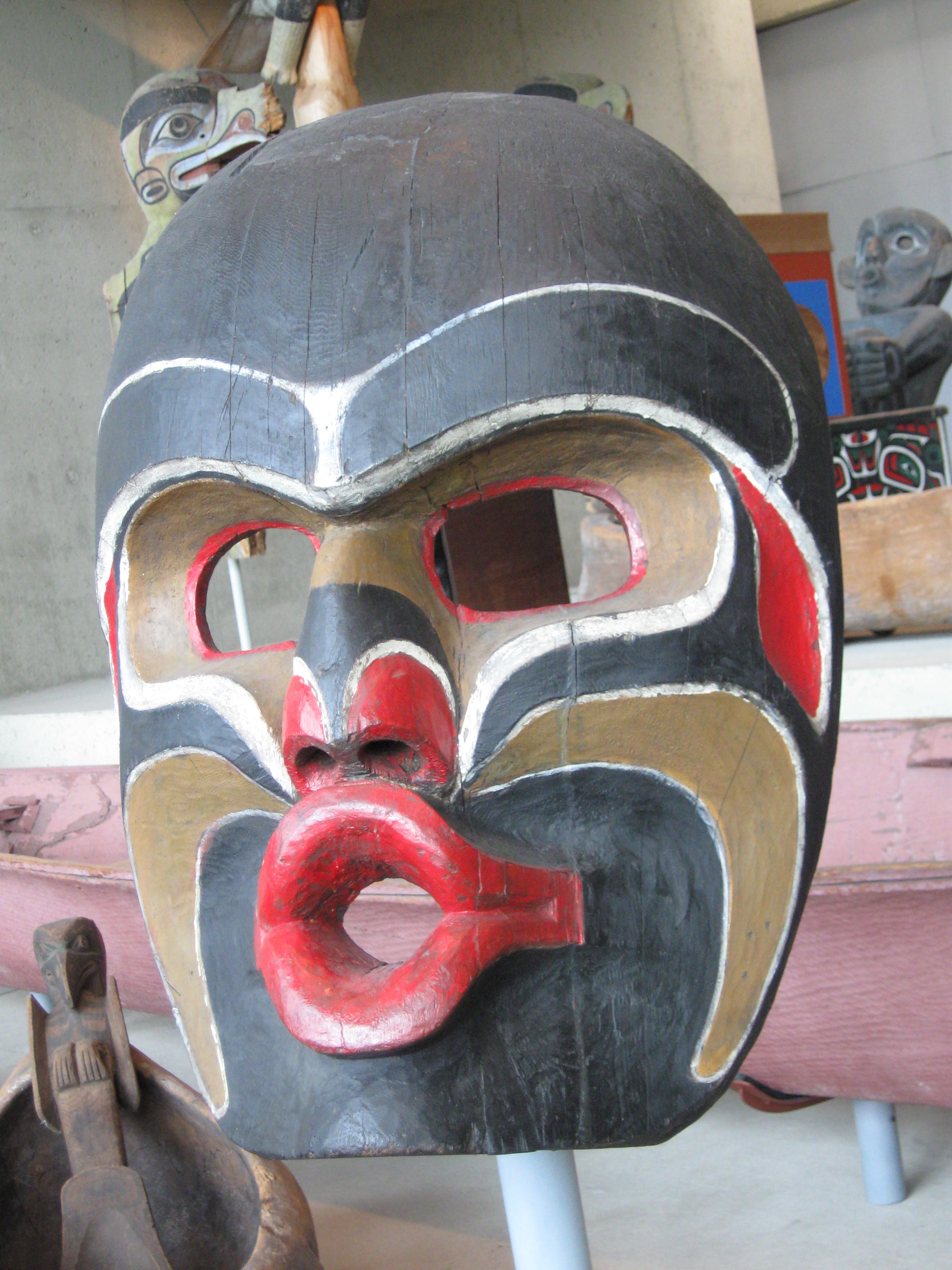
Máscara de una cara Dzunukwa (Museo de Antropología en la Universidad de Columbia Británica, UBC)

Dzunuḵ̓wa (posiblemente pronunciado "doo-zoo-noo-kwah"), también Tsonoqua, Tsonokwa, Ogresa de la Canasta, es una figura en la mitología Kwakwaka'wakw y Nuu-chah-nulth. 

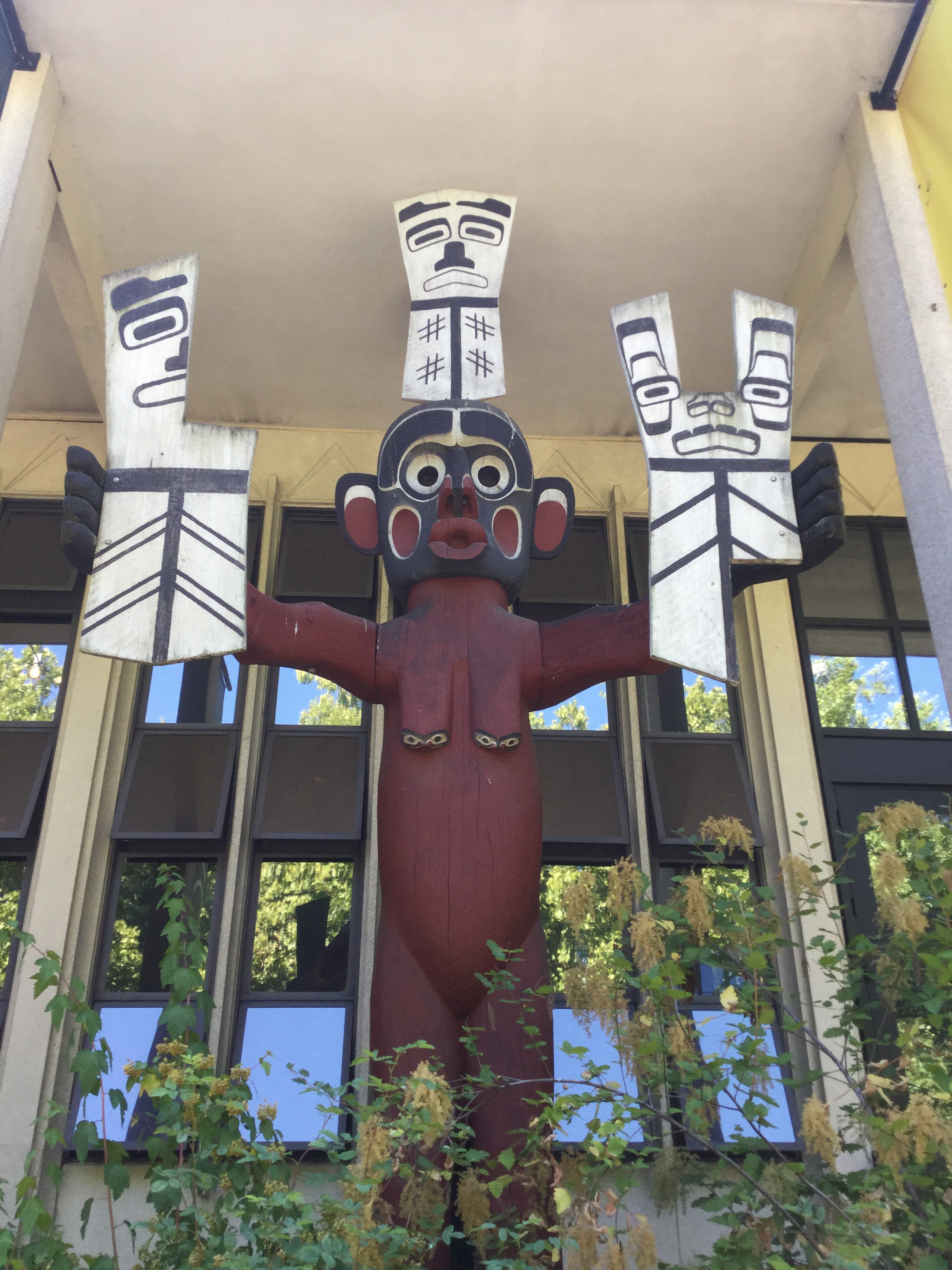
Dzunukwa Holding tináa (escudos cobrizos) fuera del Burke Museo de la Universidad de Washington, Seattle, WA

## Descripción
Es una antepasada  del clan Namgis, a través de su hijo, Tsilwalagame. Se le venera como la que trae riqueza, pero también se le tiene mucho miedo, especialmente entre los niños, porque es conocida como una ogresa quien roba niños y les lleva a casa en su canasta para comérselos.
Su aspecto es de un monstruo desnudo, de color negro, viejo y con largos pechos colgados. También la describen con cabello desaliñado. En máscaras e imágenes en tótem está mostrada con labios rojos brillantes y fruncidos porque dicen que llama "Hu!" Se les dice a menudo a los niños que el sonido del viento que sopla a través de los árboles de cedro es de hecho la llamada de Dzunuḵ̓wa. Algunos mitos dicen que es capaz de revivirse (una capacidad que utiliza en algunos mitos para revivir a sus niños) y que puede regenerar cualquier herida. Su visión es limitada y puede ser fácilmente evitada porque apenas mira. También se dice que es bastante adormecida y no tan inteligente. Posee una gran riqueza y la otorga a quienes son capaces de conseguir control de su niño.
En un mito una tribu [quién?] le engaña y se cae en un pozo de fuego. La tribu la quemó durante muchos días hasta que nada quedó, lo cual impidió que reviviera. Está dicho que las cenizas que salieron de este fuego se convirtieron en mosquitos.

## Función en la ceremonia de potlatch Kwakwaka'wakw
Al final de una ceremonia de potlatch Kwakwaka'wakw, el jefe anfitrión sale con una máscara de Dzunuḵ̓wa que se llama el geekumhl. Esto es la señal que la ceremonia se acabó.